# Jaime Buhigas Tallón
Jaime Buhigas Tallón (Pozuelo de Alarcón, Madrid, 16 de agosto de 1973) es un dibujante, diseñador, escenógrafo, director de teatro, escritor y arquitecto español.

## Biografía
Jaime Buhigas es el tercero de cuatro hermanos, hijo de profesores de los que heredó la vocación pedagógica. Padre de origen asturiano y madre de origen francés. Dibujante e ilustrador autodidacta. Tras acabar el bachillerato en el Instituto Camilo José Cela de Pozuelo, y Arquitectura en Madrid, estudió dirección de Escena en Chicago y cine de animación mediante una beca Fulbright concedida por el Ministerio de Cultura en el California Institute of the Arts, Valencia (California).
Investigador en el campo de la Geometría Sagrada, se ha especializado en la Sección Áurea. Es autor del libro "La Divina Geometría" que es un tratado de iniciación en el conocimiento de esta disciplina, y es recomendado en interesantes webs  Es dibujante, ilustrador, escenógrafo y autor de varias obras teatrales. Ha fundado y dirigido varias compañías y grupos de teatro aficionado, como “Último Acto”, “Mitá y Mitá Teatro”, “Sección Áurea", "IndOcentes" o "Chimichurri" y ha sido director de escena en diversos festivales escénicos.
Para la escena musical ha dirigido “Le Malade Imaginaire” con la Capilla Real de Madrid en el festival Internacional de teatro Clásico de Almagro, “Dido y Eneas” de Purcell, “Acis y Galatea” de Haendel y “El Festino” de Banquieri. Para el teatro ha sido responsable de la dirección de escena de “También los dioses mueren de amor” de Alicia Esteban Santos, 2003 (con la Compañía de teatro universitario aficionado "Homérica"; “Troya: los horrores de la guerra”, 2003-2004, y “Vuelve, Ulises... ¡vuelve!”, 2005, también con la compañía Homérica, "Hijas de Bernarda Alba" de Marilyn López, "Aquí nadie tiene la culpa, ni siquiera usted" (Adaptación propia de textos de Antón Chèjov), "Maribel y la extraña familia" y "Tres sombreros de copa" de M. Mihura, "El Sueño de una noche de verano" de W. Shakespeare, "La Cabeza del Dragón" de Valle Inclán, "Don Mendo...¡Superstar!" (Adaptación libre del texto de Muñoz Seca), "Antígona" de J.Anouilh, entre otras.
En el año 2005, estrenó como libretista la ópera "Altisidora", con partitura de Patricia Mora, en la Universidad de Alcalá de Henares, como parte de la programación cultural del IV Centenario de la publicación del Quijote.
En el 2014, ha colaborado con el Círculo de Bellas Artes de Madrid, en el llamado Círculo BACH, dirigiendo la escena en dos espectáculos: "Una velada en casa de los Bach" (espectáculo de marionetas). y "Acis y Galatea" de Haendel.
Jaime Buhigas es fundador del movimiento de renovación pedagógica "Aprendemos Todos: por una educación mejor", junto con la artista Marina Escalona. Desde su creación en 2011, Aprendemos todos, gracias al apoyo de grandísimos profesionales y expertos,  ha realizado diversos congresos para profesores y padres, con el ánimo de dignificar la labor docente y plantear nuevas estrategias pedagógicas.
Imparte conferencias y cursos sobre el Camino de Santiago, Simbología en el Arte, Filosofía y Mística del Número, Teoría y práctica de la Creatividad, Mitología Comparada y sobre todo sobre Geometría Sagrada,. En su libro: “Laberintos: Historia, Geometría y Mito”", considera al símbolo universal del Laberinto como “camino”, metáfora de la vida que invita a una doble peregrinación, un viaje hasta el centro y otro de regreso a la salida. Es expresión de la metamorfosis, del cambio, de la muerte y resurrección iniciática.

## Obra

### Literaria
- “Matemáticas divertidas”, con otros autores, Madrid, 1999[14]
- “Altisidora”, libreto de opereta en un acto, 2005, música de Patricia Mora Toral[15]
- “La Divina Geometría”, ensayo, 2008 (en Ed. La Esfera de los Libros)[16]
- “LABERINTOS: Historia, Mito y Geometría”, ensayo, 2013 (en Ed. La Esfera de los Libros)[17]

OBRAS DE TEATRO INFANTILES
- "Sarita Ruibal, o la verdadera historia de una niña con rizos de oro"[cita requerida]
- "Gretel y Hansel, o ¿A quién o le resultaría sospechosa una casita de chocolate en medio de un bosque?"[cita requerida]
- "Tres cerditos, o un cuento sobre arquitectura"[cita requerida]

OBRAS MUSICALES
- "ULTREIA, o una historia en el Camino de Santiago"[cita requerida]
- "Un gato con botas amarillas"[cita requerida]
- "Cipriana Varela, o la verdadera historia de Cinderella"[cita requerida]
- "Dronámbulo, o los paisajes imposibles de la imaginación" (https://www.lasrozas.es/node/3538 (enlace roto disponible en Internet Archive; véase el historial, la primera versión y la última).)

OBRAS DE TEATRO ESCOLAR para Educación Infantil
- "Alí babá y unos 40 ladrones"[cita requerida]
- "El día del peregrino"[cita requerida]
- "¿Cómo se hace una función de Navidad?"[cita requerida]
- "¿Por qué los niños prefieren al rey Baltasar?"[cita requerida]
- "La verdadera Navidad"[cita requerida]
- "La historia de los Mackenzie: o la conquista del oeste"
- "En busca del único viaje"
- "La Tierra es redonda: o eso creo"